# Johnnie Walker Championship 2012
Editie 2012 van het golftoernooi Johnnie Walker Championship werd van 23 tot en met 26 augustus gehouden. Het toernooi wordt sinds 2001 gespeeld op de Centenary Course van Gleneagles. Het prijzengeld was £ 1.400.000. Titelverdediger was Thomas Bjørn. Toernooidirecteur is David Williams.

## Verslag
De par van de baan is 72.

### Ronde 1
Thorbjørn Olesen, die op 1 april het Siciliaans Open won, is met -4 de eerste clubhouse leader van dit toernooi. Nicolas Colsaerts speelde in de partij voor hem, hij eindigde met vier birdies in de laatste vijf holes op een score van -3.
Tim Sluiter kwam als eerste Nederlander binnen en had een  vervelende ronde achter de rug, Jonas Saxton had een gelijkmatige ronde maar kon geen birdies vinden. Robert-Jan Derksen maakte ook +4. De enige Nederlander die onder par speelde was Maarten Lafeber, hij eindigde op een gedeeld 3de plaats.

### Ronde 2
Na een slecht begin in de eerste ronde maakte Pablo Larrazábal een ronde van 67, hetgeen op dat moment de beste dagronde was. Later kwamen Grégory Bourdy en Chris Doak met 66 binnen.
Mark Foster maakte een tweede ronde van 68 en werd clubhouse leader. Maarten Lafeber was de enige Nederlander die zich voor het weekend kwalificeerde. Nicolas Colsaerts bleef op een gedeeld 7de plaats staan. Twee Engelse spelers, Mark Foster en Richard Finch, klommen naar de eerste plaats.

### Ronde 3
Gary Boyd verlaagde het toernooirecord naar 64, maar anderhalf uur later kwam Romain Wattel met 63 binnen, waarmee hij naar de 2de plaats steeg. Maarten Lafeber staat op een 4de plaats, Nicolas Colsaerts is wat weggezakt.

### Ronde 4
Anders Hansen startte vroeg en maakte een ronde van 66. Op dat moment steeg hij naar de 9de plaats, maar het zou afhangen van de andere spelers of hij in de top-10 kon blijven. Ook zonder dat mag hij volgende week in Zwitserland op invitatie meedoen.
Paul Lawrie maakte twee birdies in de eerste negen holes en behield zijn eerste plaats, hij werd achtervolgd door zes spelers die allemaal op -10 stonden:  Stephen Gallacher, Richie Ramsay, Brett Rumford, Maarten Lafeber, Fredrik Andersson Hed en Romain Wattel. De laatste drie gingen nog naar -11 en deelden de 3de plaats.

### Einduitslag
| Naam               | R1 | R1 | Nr   | R2 | R2  | Totaal | Nr  | R3 | R3 | Totaal | Nr  | R4 | R4  | Totaal | Eindstand |
| ------------------ | -- | -- | ---- | -- | --- | ------ | --- | -- | -- | ------ | --- | -- | --- | ------ | --------- |
| Paul Lawrie        | 68 | -4 | T3   | 69 | -3  | -7     | T3  | 67 | -5 | -12    | 1   | 68 | -4  | -16    | 1         |
| Brett Rumford      | 67 | -5 | T1   | 70 | -2  | -7     | T3  | 71 | -1 | -8     | T4  | 68 | -4  | -12    | 2         |
| Maarten Lafeber    | 68 | -4 | T3   | 73 | +1  | -3     | T17 | 67 | -5 | -8     | T4  | 69 | -3  | -11    | T3        |
| Romain Wattel      | 74 | +2 | T79  | 68 | -4  | -2     | T27 | 63 | -9 | -11    | 2   | 72 | par | -11    | T3        |
| Stephen Gallacher  | 75 | +3 | T    | 67 | -5  | -2     | T   | 65 | -7 | -9     | 3   | 71 | -1  | -10    | T6        |
| Thorbjørn Olesen   | 68 | -4 | T3   | 72 | par | -4     | T9  | 69 | -3 | -7     | T7  | 72 | par | -7     | T15       |
| Gary Boyd          | 74 | +2 | T79  | 70 | -2  | par    | T50 | 64 | -8 | -8     | T4  | 74 | +2  | -6     | T19       |
| Nicolas Colsaerts  | 69 | -3 | T7   | 70 | -2  | -5     | T7  | 71 | -1 | -6     | T13 | 72 | par | -6     | T19       |
| Knut Børsheim      | 67 | -5 | T1   | 73 | +1  | -4     | T9  | 69 | -3 | -7     | T7  | 75 | +3  | -4     | T32       |
| Reinier Saxton     | 76 | +4 | T113 | 69 | -3  | +1     | MC  |    |    |        |     |    |     |        |           |
| Robert-Jan Derksen | 76 | +4 | T113 | 70 | -2  | +2     | MC  |    |    |        |     |    |     |        |           |
| Tim Sluiter        | 76 | +4 | T113 | 75 | +3  | +7     | MC  |    |    |        |     |    |     |        |           |
| Taco Remkes        | 78 | +6 | T134 | 75 | +3  | +9     | MC  |    |    |        |     |    |     |        |           |

| Leider |  | Toernooirecord |  | MC = missed cut = cut gemist |

## Spelers
| - Felipe Aguilar - Fredrik Andersson Hed - Matthew Baldwin - Rich Beem - Warren Bennett (1999) - Thomas Bjørn (2011) - Richard Bland - Knut Børsheim - Marcus Both - Grégory Bourdy - Gary Boyd - Markus Brier - James Byrne - Rafael Cabrera Bello - Michael Campbell - Jorge Campillo - Alejandro Cañizares - Emanuele Canonica (2005) - S.S.P Chowrasia - Darren Clarke - Robert Coles - Federico Colombo - Nicolas Colsaerts - Rhys Davies - Carlos Del Moral - Daniel Denison - Robert-Jan Derksen - Robert Dinwiddie - David Dixon - Chris Doak - Stephen Dodd - Andrew Dodt - Bradley Dredge - David Drysdale - Victor Dubuisson - Simon Dyson - Johan Edfors - Jamie Elson - Niclas Fasth - Kenneth Ferrie | - Darren Fichardt - Richard Finch - Oliver Fisher - Ross Fisher - Tommy Fleetwood - Oscar Florén - Mark Foster - Marcus Fraser - Dylan Fritelli - Lorenzo Gagli - Petr Gál - Stephen Gallacher - Chris Gane - Ignacio Garrido - Daniel Gaunt - Jean-Baptiste Gonnet - Ricardo González - Estanislao Goya - Richard Green - Emiliano Grillo - Peter Gustafsson - Alex Haindl - Anders Hansen - Peter Hanson - Grégory Havret (2008) - Benjamin Hebert - Peter Hedblom (2009) - Michael Hoey - Keith Horne - David Howell - Sam Hutsby - Mikko Ilonen - Raphaël Jacquelin - Scott Jamieson - Miguel Ángel Jiménez - Andrew Johnston - Michael Jonzon - Roope Kakko - Shiv Kapur - Rikard Karlberg - Lloyd Kennedy | - Søren Kjeldsen (2003) - Jbe' Kruger - Maarten Lafeber - Joakim Lagergren - José Manuel Lara - Pablo Larrazábal - Paul Lawrie - Peter Lawrie - Craig Lee - Tom Lewis - Sam Little - Mikael Lundberg - David Lynn - Andrew Marshall - Pablo Martín - Gareth Maybin - Richard McEvoy - Paul McGinley - Damien McGrane - Shaun Micheel - Francesco Molinari - Colin Montgomerie - James Morrison - Jamie Moul - George Murray - Matthew Nixon - Alexander Norén - Thomas Nørret - Steven O'Hara - José María Olazabal - Thorbjørn Olesen - Gary Orr - Adrian Otaegui - Andrea Pavan - Scott Pinckney - Phillip Price - Julien Quesne - Richie Ramsay - Taco Remkes - Bernd Ritthammer - Victor Riu | - Robert Rock - Brett Rumford - Lloyd Saltman - Ricardo Santos - Reinier Saxton - Marcel Siem - Joel Sjöholm - Tim Sluiter - Matthew Southgate - Graeme Storm - Scott Strange - Andy Sullivan - Simon Thornton - Miles Tunnicliff (2004) - Anthony Wall - Tjaart Van der Walt - Paul Waring - Marc Warren (2007) - Romain Wattel - Steve Webster - Peter Whiteford - Oliver Wilson - Chris Wood - Fabrizio Zanotti - Matthew Zions Nationale Order of Merit 1. Stephen Gray 2. Greig Hutcheon 3. David Patrick 4. Paul McKechnie 5. Gareth Wright 6. Scott Henderson 7. Alan Lockhart 8. Graham Fox Amateurs - Grant Forrest - Jack McDonald |